# Studio di animazione
Uno studio di animazione è uno studio cinematografico dove vengono create le animazioni.

## Film degli studi di animazione
Gli studi di animazione possono avvalersi di tre tecniche d'animazione: tradizionale, animazione al computer e stop motion. Inoltre si possono realizzare i cosiddetti film a tecnica mista: live action (con personaggi in carne ed ossa) e animazione.

### Film in tecnica tradizionale
Esempi di film d'animazione tradizionali e relativo studio di animazione:
- Disney: Biancaneve e i sette nani (1937)
- Studio Ghibli: Porco Rosso (1992)
- DreamWorks: Il principe d'Egitto (1998)
- 20th Century Fox Animation: Titan A.E. (2000)

### Film live action e cartoni
Esempi di film in tecnica mista e relativo studio di animazione:
- Disney e Amblin: Chi ha incastrato Roger Rabbit (1988)
- Paramount: Fuga dal mondo dei sogni (1992)
- Warner: Looney Tunes: Back in Action (2003)

### Film in animazione al computer
Esempi di film di animazione al computer e relativo studio di animazione:
- Disney: Zootropolis (2016)
- DreamWorks: Shrek (2001)
- Pixar: Toy Story (1995)
- Blue Sky: L'era glaciale (2002)

### Film in stop motion
Esempi di film in passo uno e relativo studio di animazione:
- Disney: Nightmare Before Christmas (1993)
- Aardman: Galline in fuga (2000)
- Warner: La sposa cadavere (2005)

## Principali studi di animazione
- Walt Disney Animation Studios
- Pixar Animation Studios
- 20th Century Animation
- Blue Sky Studios
- DreamWorks Animation
- Aardman Animations
- Studio Ghibli
- Warner Bros. Animation
- Sony Pictures Animation
- Illumination Entertainment
- Laika Entertainment
- nWave Pictures
- Vanguard Animation
- Lanterna Magica
- Paramount Animation
- Netflix Animation